# Psychotria chlorobotrya
Psychotria chlorobotrya är en måreväxtart som beskrevs av Paul Carpenter Standley. Psychotria chlorobotrya ingår i släktet Psychotria och familjen måreväxter. Inga underarter finns listade i Catalogue of Life.